# Lynd
Lynd is een plaats (city) in de Amerikaanse staat Minnesota, en valt bestuurlijk gezien onder Lyon County.

## Demografie
Bij de volkstelling in 2000 werd het aantal inwoners vastgesteld op 346.
In 2006 is het aantal inwoners door het United States Census Bureau geschat op 399, een stijging van 53 (15,3%).

## Geografie
Volgens het United States Census Bureau beslaat de plaats een oppervlakte van
1,1 km², geheel bestaande uit land. Lynd ligt op ongeveer 403 m boven zeeniveau.

## Plaatsen in de nabije omgeving
De onderstaande figuur toont nabijgelegen plaatsen in een straal van 24 km rond Lynd.